# Xsorbaronia hybrida
Xsorbaronia hybrida är en rosväxtart som först beskrevs av Conrad Moench, och fick sitt nu gällande namn av Camillo Karl Schneider. Xsorbaronia hybrida ingår i släktet Xsorbaronia och familjen rosväxter. Inga underarter finns listade i Catalogue of Life.